# Yio Chu Kang (metrostation)
Yio Chu Kang is een metrostation van de metro van Singapore aan de North South Line.
- Library of Congress Control Number: no2011154151
- Virtual International Authority File: 187074108